# Новый Буртек
Новый Буртек — деревня в Малмыжском районе Кировской области. Входит в состав Каксинвайского сельского поселения. Расположена на реке Малая Шабанка.

## Население
По данным переписи населения 2010 году в деревне Новый Буртек проживают 53 человека.